# Luke Wilkshire
Luke Wilkshire (n. Wollongong, Australia, el 2 de octubre de 1981) es un exfutbolista y entrenador de fútbol australiano que jugaba como lateral derecho.

## Biografía
Con 17 años Wilkshire fue fichado por el Middlesbrough FC para sus filial; dos años más tarde fue promocionado al primer equipo. No llegó a hacerse un sitio en el equipo, y al término de la temporada 2002-03 el Middlesbrough le traspasó al Bristol City, en el que jugó tres temporadas como titular antes de recalar en el Twente Enschede holandés. Dos años después fue fichado por el Dinamo Moscú.
El 31 de julio de 2014 es presentando en el Feyenoord.

## Selección nacional
Ha sido internacional con la Selección de fútbol de Australia, ha jugado 80 partidos internacionales y ha anotado 8 goles. También ha representado a Australia en las Copas Mundiales de 2006 y 2010.
El 13 de mayo de 2014 el entrenador de la selección australiana Ange Postecoglou incluyó a Wilkshire en la lista provisional de 30 jugadores convocados para Copa Mundial de Fútbol de 2014.

### Participaciones en Copas del Mundo
| Mundial                        | Sede      | Resultado        | Partidos | Goles |
| ------------------------------ | --------- | ---------------- | -------- | ----- |
| Copa Mundial de Fútbol de 2006 | Alemania  | Octavos de final | 2        | 0     |
| Copa Mundial de Fútbol de 2010 | Sudáfrica | Primera fase     | 3        | 0     |

## Clubes
| Club                 | País         | Año       |
| -------------------- | ------------ | --------- |
| Middlesbrough FC     | Inglaterra   | 2000-2003 |
| Bristol City         | Inglaterra   | 2003-2006 |
| FC Twente            | Países Bajos | 2006-2008 |
| FC Dinamo Moscú      | Rusia        | 2008-2014 |
| Feyenoord            | Países Bajos | 2014-2016 |
| FC Terek Grozny      | Rusia        | 2016      |
| Dinamo Moscú         | Rusia        | 2017      |
| Sydney FC            | Australia    | 2017-2018 |
| Wollongong Wolves FC | Australia    | 2018      |